# Kaiser-Franz-Joseph-Warte (Hof am Leithaberge)
Die Kaiser-Franz-Josef-Warte (auch nur Franz-Josef-Warte, beide Varianten sind am Gebäude selber angeschrieben) ist ein auf dem Steinerwegberg (auch Kaisereiche) im Leithagebirge auf dem Gemeindegebiet von Hof am Leithaberge, nächst der Grenze zum Burgenland, gelegener Aussichtsturm.

## Geschichte
Die 1885 ins Leben gerufene Sektion Leithagebirge des Oesterreichischen Touristen-Clubs errichtete am schönsten Aussichtspunkte des Leithagebirges diesen Aussichtsturm eingedenk von 40 Jahren Regentschaft Kaiser Franz Joseph I. Das Bauwerk wurde als Kaiser-Franz-Joseph-Warte am 18. August 1889 feierlich eröffnet; die Grundsteinlegung war genau ein Jahr davor erfolgt.

## Baubeschreibung (zur Zeit der Eröffnung)
Die Warte ist ein solider, achteckiger, acht Meter hoher Steinturm, auf dem sich ein vier Meter hoher Holzpavillon erhebt. Um im Inneren des Turmes Schutzräume zu erhalten, wurde die steinerne Stiege an der Außenseite emporgeführt, und erst im oberen Teile führt eine Holztreppe innen aufwärts. Die Aussicht kann vollkommen ungehindert genossen werden, da die Warte den Wald überragt. 